# Томас Брюс (лорд Елгін)
Томас Брюс, 7-й лорд Елгін і 11-й лорд Кінкардин (англ. Thomas Bruce, 7th Earl of Elgin and 11th Earl of Kincardine); 20 липня 1766, Файф — 14 листопада 1842, Париж) — британський дипломат, збирач пам'яток давньогрецького мистецтва.

## Біографія
Дослужився в армії до генеральського чину, але виконував переважно дипломатичні посади: був посланником в Берліні і в Константинополі. Об'їздив Морею разом із запрошеними ним художниками, аби вимірювати й змальовували для нього руїни античних споруд. Проводив розкопки і впродовж шести років встиг скласти широке зібрання статуй, архітектурних і скульптурних фрагментів, написів, гіпсових зліпків, ваз, бронзи, монет, каменів тощо. Придбання цих коштовностей здійснювалося здебільшого шляхом підкупу османської влади і нерідко супроводжувалося пошкодженням та руйнуванням знаменитих пам'яток архітектури. Особливо від дій лорда Ельгіна та його найманих агентів постраждали мармури та скульптури Афінського акрополя, які через значну вагу нерідко відбивались молотами від мармурових фронтонів або ж трощились на кілька фрагментів для простішого транспортування.
На зворотному шляху з Османської імперії він, внаслідок розриву між Францією і Англією, був затриманий Наполеоном І і отримав свободу тільки в 1806 році. Його зібрання, яке пізніше стало відомим під назвою «Ельгіновських мармурів» (англ. Elgin marbles), було упаковано в 200 ящиків для відправки морем до Лондону, але тільки частину вдалося доставити без перешкод, решту заарештовали французи і скульптури пролежала декілька років у Піреї. Тільки 1812 року лорд Елгін отримав решту скульптур. Освічені кола навіть у самій Великій Британії, зокрема лорд Байрон, засуджували Елгіна за варварське псування дорогоцінних мистецьких пам'яток Еллади і за недбалий спосіб зберігання його колекції. Тим не менше, англійський уряд у 1816 році придбав колекцію Томаса Брюса за 35 000 фунтів стерлінгів для Британського музею, де вона зберігається донині.

## Мармури Елгіна

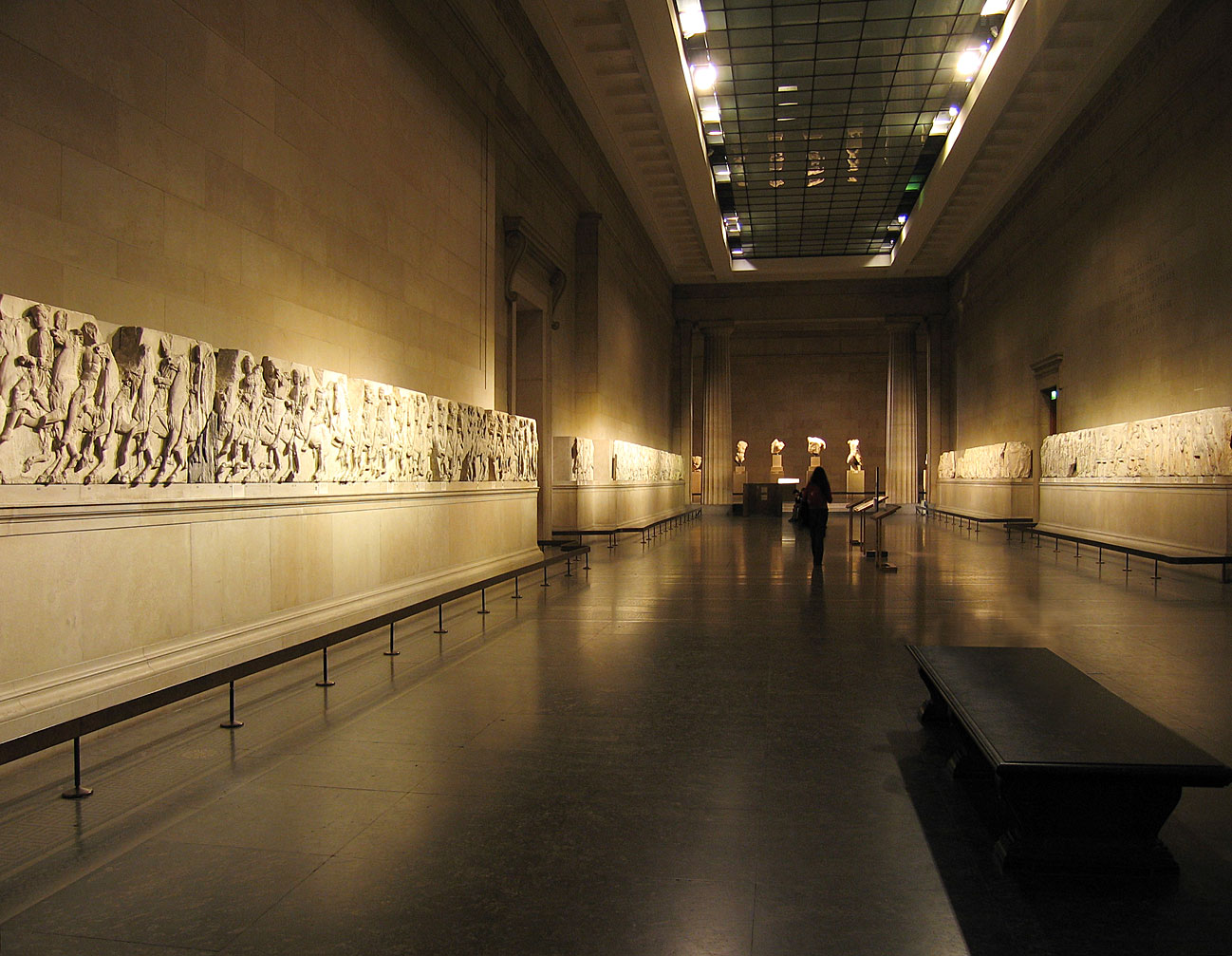
Мармури Елгіна, Британський музей

Найзначнішими з числа «Мармурів Елгіна»:
- статуї, що прикрашали собою фронтони храму Зевса на острові Егіна;
- деякі з фронтонних статуй афінського Парфенона, краще за інших збереглися його метопи, значна частина рельєфного фризу «Панафінейська процесія», який оперізував ззовні целлу Парфенону;
- кілька плит фризу з Храму Ніки Аптерос Афінського акрополя;
- одна з каріатид Ерехтейона;
- колосальна статуя Діоніса, що входила до складу хорегічної пам'ятки Фразілла на південному схилі афінського акрополя;
- напис з намогильного пам'ятника афінян, полеглих при Потідеї.